# Imotski
Imotski este un oraș în cantonul Split-Dalmația, Croația, având o populație de 10.764 de locuitori (2011).

## Demografie
Componența etnică a orașului Imotski
     Croați (96,78%)
     Sârbi (2,48%)
     Necunoscut (0,07%)
     Neclasificat (0,54%)
Componența confesională a orașului Imotski
     Catolici (96,17%)
     Ortodocși (2,79%)
     Necunoscută (0,46%)
     Alte religii (0,58%)
Conform recensământului din 2011, orașul Imotski avea 10.764 de locuitori. Din punct de vedere etnic, majoritatea locuitorilor (96,78%) erau croați, cu o minoritate de sârbi (2,48%). Apartenența etnică nu este cunoscută în cazul a 0,07% din locuitori. Din punct de vedere confesional, majoritatea locuitorilor (96,17%) erau catolici, cu o minoritate de ortodocși (2,79%). Pentru 0,46% din locuitori nu este cunoscută apartenența confesională.